# هریس ووچکیچ
هریس ووچکیچ (اسلوونیایی: Haris Vučkić؛ زادهٔ ۲۱ اوت ۱۹۹۲) بازیکن فوتبال اهل اسلوونی است.
از باشگاه‌هایی که در آن بازی کرده‌است می‌توان به باشگاه فوتبال روترهام یونایتد، باشگاه فوتبال نیوکاسل یونایتد، باشگاه فوتبال رنجرز، باشگاه فوتبال کاردیف سیتی، و باشگاه فوتبال ویگان اتلتیک اشاره کرد.
وی همچنین در تیم‌های ملی فوتبال زیر ۲۱ سال اسلوونی، و اسلوونی بازی کرده‌است.